# Clemente Aldobrandini, III principe di Meldola
Clemente Aldobrandini, III principe di Meldola (Frascati, 27 giugno 1891 – Roma, 7 marzo 1967), è stato un imprenditore e nobile italiano.

## Biografia

### Infanzia
Clemente nacque il 27 giugno 1891 a Frascati, nella villa estiva di famiglia, figlio di Giuseppe Aldobrandini, II principe di Meldola e di sua moglie, la duchessa Maria Antinori.

### Carriera imprenditoriale
Per quanto il padre lo avrebbe voluto nelle schiere della guardia nobile pontificia di cui egli era divenuto comandante, Clemente ebbe fin da giovane una notevole inclinazione al mondo degli affari e dell'imprenditoria, in gran parte basato sul vasto possedimento di beni fondiari che la sua famiglia aveva nell'area dei Castelli Romani.
Si associò quindi col fratello minore Ferdinando per costituire l'azienda agricola Aldobrandini, dedicandosi con essa all'allevamento ed alla viticoltura con un notevole successo. In pochi anni l'azienda crebbe espandendosi con numerose filiali a Ostia e nell'Agro Pontino. Nel 1929 venne chiamato dal Partito Fascista a far parte della commissione della Società per gli Studi della Malaria. Fu tra i principali promotori della creazione della Cassa per gli infortuni agricoli in Roma e dal 1948 divenne presidente della ConfIdA-Confederazione Italiana degli Agricoltori (l'attuale Confagricoltura) da cui successivamente si dimise per dedicarsi ancora una volta interamente alla conduzione dei propri affari di famiglia. Pur non schierandosi mai politicamente, si dimostrò particolarmente vicino agli ambienti della Democrazia Cristiana.

### Morte
Morì a Roma il 7 marzo 1967.

## Matrimonio e figli
Clemente ebbe in gioventù una relazione con la contessa Anna di Saluzzo, figlia di Alfonso di Saluzzo, III principe di Santo Mauro, e di sua moglie, Margherita Caracciolo, dei principi di Forino. Da quest'unione nacque un figlio illegittimo, in seguito legittimato:
- Francesco (1921-2001), sposò Anne-Marie Lacloche de Vallombreuse 
  - Olimpia Aldobrandini, moglie David de Rothschild

Clemente sposò a Wasserleonburg il 29 ottobre 1941 la contessa Luisa von Welczeck (1913-2000), figlia del conte Johann von Wilczeck e di sua moglie, la nobildonna spagnola Luisa de Balmaseda y Fontecilla. Da questo matrimonio nacquero i seguenti figli:
- Livia (n. 1942), sposò nel 1970 Giancarlo Tito Pediconi
- Camillo, (n. 1945) IV principe di Meldole, sposò nel 1967 la nobildonna Stefania Gallarati Scotti, dei principi di Molfetta
- Giovanni (n. 1952), sposò nel 1989 Patricia Consuelo Sanchez

## Ascendenza
|                                                |                 |                                                               | Genitori                                                     |  |  | Nonni |  |  | Bisnonni                                    |  |  | Trisnonni                                      |  |
|                                                |                 |                                                               |                                                              |  |  |       |  |  | Francesco Borghese, VII principe di Sulmona |  |  | Marcantonio IV Borghese, V principe di Sulmona |  |
|                                                |                 |                                                               |                                                              |  |  |       |  |  | Francesco Borghese, VII principe di Sulmona |  |  | Marcantonio IV Borghese, V principe di Sulmona |  |
|                                                |                 | Anna Maria Salviati, VII duchessa di Giuliano                 |                                                              |  |  |       |  |  | Francesco Borghese, VII principe di Sulmona |  |  |                                                |  |
| Camillo Aldobrandini, I principe di Meldola    |                 |                                                               |                                                              |  |  |       |  |  | Francesco Borghese, VII principe di Sulmona |  |  |                                                |  |
|                                                |                 | Adele de La Rochefoucauld                                     | Alexandre François de La Rochefoucauld, III duca di Estissac |  |  |       |  |  |                                             |  |  |                                                |  |
|                                                |                 | Adele de La Rochefoucauld                                     | Alexandre François de La Rochefoucauld, III duca di Estissac |  |  |       |  |  |                                             |  |  |                                                |  |
|                                                |                 | Adele de La Rochefoucauld                                     | Adelaide Marie Françoise Pyvart de Chastullé                 |  |  |       |  |  |                                             |  |  |                                                |  |
| Giuseppe Aldobrandini, II principe di Meldola  |                 | Adele de La Rochefoucauld                                     |                                                              |  |  |       |  |  |                                             |  |  |                                                |  |
|                                                |                 | Jozsef János Nepomuk Antal Zsigmond Hunyady de Kéthely, conte | János Nepomuk Hunyady de Kéthely, conte                      |  |  |       |  |  |                                             |  |  |                                                |  |
|                                                |                 | Jozsef János Nepomuk Antal Zsigmond Hunyady de Kéthely, conte | János Nepomuk Hunyady de Kéthely, conte                      |  |  |       |  |  |                                             |  |  |                                                |  |
|                                                |                 | Jozsef János Nepomuk Antal Zsigmond Hunyady de Kéthely, conte | Franziska Maria Pálffy de Erdőd                              |  |  |       |  |  |                                             |  |  |                                                |  |
| Maria Hunyady de Kéthely                       |                 | Jozsef János Nepomuk Antal Zsigmond Hunyady de Kéthely, conte |                                                              |  |  |       |  |  |                                             |  |  |                                                |  |
|                                                |                 | Enrichetta del Liechtenstein                                  | Giovanni I Giuseppe del Liechtenstein                        |  |  |       |  |  |                                             |  |  |                                                |  |
|                                                |                 | Enrichetta del Liechtenstein                                  | Giovanni I Giuseppe del Liechtenstein                        |  |  |       |  |  |                                             |  |  |                                                |  |
|                                                |                 | Enrichetta del Liechtenstein                                  | Giuseppa di Fürstenberg-Weitra                               |  |  |       |  |  |                                             |  |  |                                                |  |
| Clemente Aldobrandini, III principe di Meldola |                 | Enrichetta del Liechtenstein                                  |                                                              |  |  |       |  |  |                                             |  |  |                                                |  |
|                                                | Cosimo Antinori | Amerigo Antinori                                              |                                                              |  |  |       |  |  |                                             |  |  |                                                |  |
|                                                | Cosimo Antinori | Amerigo Antinori                                              |                                                              |  |  |       |  |  |                                             |  |  |                                                |  |
|                                                | Cosimo Antinori | Margherita degli Alessandri                                   |                                                              |  |  |       |  |  |                                             |  |  |                                                |  |
| Amerigo Antinori, duca di Brindisi             | Cosimo Antinori |                                                               |                                                              |  |  |       |  |  |                                             |  |  |                                                |  |
|                                                |                 | Lucrezia Capponi                                              | Ferrante Capponi                                             |  |  |       |  |  |                                             |  |  |                                                |  |
|                                                |                 | Lucrezia Capponi                                              | Ferrante Capponi                                             |  |  |       |  |  |                                             |  |  |                                                |  |
|                                                |                 | Lucrezia Capponi                                              | …                                                            |  |  |       |  |  |                                             |  |  |                                                |  |
| Maria Antinori                                 |                 | Lucrezia Capponi                                              |                                                              |  |  |       |  |  |                                             |  |  |                                                |  |
|                                                |                 | …                                                             | …                                                            |  |  |       |  |  |                                             |  |  |                                                |  |
|                                                |                 | …                                                             | …                                                            |  |  |       |  |  |                                             |  |  |                                                |  |
|                                                |                 | …                                                             | …                                                            |  |  |       |  |  |                                             |  |  |                                                |  |
| Giulia de Vecchi                               |                 | …                                                             |                                                              |  |  |       |  |  |                                             |  |  |                                                |  |
|                                                |                 | …                                                             | …                                                            |  |  |       |  |  |                                             |  |  |                                                |  |
|                                                |                 | …                                                             | …                                                            |  |  |       |  |  |                                             |  |  |                                                |  |
|                                                |                 | …                                                             | …                                                            |  |  |       |  |  |                                             |  |  |                                                |  |
|                                                |                 | …                                                             |                                                              |  |  |       |  |  |                                             |  |  |                                                |  |